# On the Mouth
On the Mouth è il terzo album in studio del gruppo musicale statunitense Superchunk, pubblicato nel 1993.

## Tracce
1. Precision Auto – 2:46
2. From the Curve – 3:18
3. For Tension – 2:59
4. Mower – 3:45
5. Package Thief – 2:28
6. Swallow That – 6:14
7. I Guess I Remembered It Wrong – 3:33
8. New Low – 3:20
9. Untied – 4:12
10. The Question is How Fast – 4:06
11. Trash Heap – 3:25
12. Flawless – 2:33
13. The Only Piece That You Get – 2:41